# Rhynchopyga albigutta
Rhynchopyga albigutta là một loài bướm đêm thuộc phân họ Arctiinae, họ Erebidae.